# Sefer ha-Ikkarim
Sefer ha-Ikkarim (hebräisch ספר העיקרים Buch der Prinzipien) ist ein Werk von Rabbi Joseph Albo, einem Schüler von Chasdaj Crescas, aus dem 15. Jahrhundert. Es ist ein vielseitiges, populäres Werk, dessen zentrale Aufgabe die Darstellung der Prinzipien des Judentums ist. Die Arbeit enthält eine Reihe von internen Widersprüchen. Die meisten modernen Gelehrten sehen diese als Fehler an, während eine Minderheit der modernen Gelehrten sie als Albos Methode zur Übermittlung esoterischer Botschaften ansieht.

## Grundsätze des Glaubens
Seine Arbeit ist am bekanntesten für ihre Diskussion der jüdischen Glaubensprinzipien, in der er mit anderen Denkern wie Maimonides argumentiert.
Albo erklärte, dass jede Religion (dat elohit), einschließlich des Judentums, die folgenden drei Grundprinzipien haben muss, die er Ikkarim (Grundlagen) oder ikarim kollelim (allgemeine Grundlagen) nennt:
1. Glaube an die Existenz Gottes
2. Glaube an die Offenbarung Gottes,
3. Glaube an die göttliche Gerechtigkeit im Zusammenhang mit der Idee der Unsterblichkeit.

Aus diesen drei Prinzipien ging Albo davon aus, dass eine Religion acht abgeleitete Prinzipien haben muss, die שורשים Schoraschim (Wurzeln) oder עִקָּרים ספציפיים ikkarim peratiim (spezifische Grundlagen), die sich logisch aus folgenden drei Grundlagen ergeben:
- Aus der Existenz Gottes:
  - Gottes Einheit
  - Gottes Unkörperlichkeit
  - Gottes Zeitlosigkeit
  - Gottes Vollkommenheit: In Gott kann es weder Schwäche noch andere Mängel geben.
- Aus der Offenbarung Gottes:
  - Gottes Prophezeiung
  - Gottes Prophetenauthentifizierung
- Aus der Belohnung und Bestrafung Gottes:
  - Gottes Allwissenheit
  - Belohnung und Bestrafung, ob in dieser oder der kommenden Welt

Laut Albo wird eine Person, die eines der drei Grundprinzipien oder die acht abgeleiteten Prinzipien ablehnt, in jüdischen Quellen als „Ketzer“ bezeichnet. Ebenso ist eine Religion, die eines dieser 11 Prinzipien ablehnt, eine falsche Religion. Albo argumentiert, dass die Theologien sowohl des Christentums als auch des Islam eine der „Grundlagen“ missverstehen und somit eines der „abgeleiteten Prinzipien“ ablehnen, was sie zu falschen Religionen macht. Ihm zufolge enthält das Judentum ein korrektes Verständnis dieser Prinzipien.
Albo leitet auch 6 „sekundäre Prinzipien“ ab, an die ein Jude glauben sollte, die jedoch nicht Teil der grundlegenden oder abgeleiteten Prinzipien sind. Er nennt das anafim (Zweige), da der „Baum“ des Judentums ohne sie stehen kann (im Gegensatz zu Stamm oder Wurzeln). Diese Prinzipien sind:
- Schöpfung ex nihilo
- Die einzigartige Größe von Moses ‚Prophezeiung
- Die Ewigkeit der Tora (dh dass sie nicht durch ein anderes Gesetz ersetzt wird)
- Die Ausführung einer einzigen Mizwa berechtigt dazu, in die kommende Welt einzutreten (denn sonst wäre es schwieriger, in die kommende Welt einzutreten, nachdem die Tora gegeben wurde, als zuvor über die sieben Grundgesetze Noahs, was der Vorstellung widersprechen würde, dass die Tora eine ist nützliches Geschenk an Juden).
- Auferstehung
- Der Messias

Auch das Leugnen dieser Prinzipien macht einen Juden zum Ketzer und disqualifiziert ihn von der kommenden Welt, obwohl diese Prinzipien für die Existenz der Religion nicht notwendig sind.  An anderer Stelle in der Arbeit sagt Albo jedoch, dass das Leugnen des Messias den talmudischen Rabbi Hillel nicht zu einem Ketzer gemacht habe.  Albos Arbeit enthält eine Reihe interner Widersprüche,  und dies kann einer von ihnen sein.

### Unterscheidungsmerkmale
Albos drei Prinzipien stimmen mit Simeon ben Joseph von Lunel (dh Duran) überein, stimmen jedoch nicht mit Maimonides ‚dreizehn und Crescas‘ sechs überein.
Bei der Formulierung anderer Glaubensartikel beeinflussten die Kontroversen, denen die Compiler ausgesetzt waren, sowohl die Auswahl der zu akzentuierenden spezifischen Prinzipien als auch die Art und Weise, wie sie präsentiert wurden. Ähnlich wurde im Fall von Joseph Albo seine Auswahl getroffen, um das Schema von Maimonides in jenen Punkten zu korrigieren, in denen es die Behauptungen der christlichen Dogmatiker und Kontroversisten zu stützen schien.
Maimonides selbst war von dem Wunsch beeinflusst worden, bestimmte christliche und muslimische Behauptungen zu umgehen. Seine Betonung der absoluten Unkörperlichkeit Gottes findet nur dann ihr wahres Licht, wenn die christliche Lehre von der Inkarnation berücksichtigt wird. Seine messianische Erwartung mit der Betonung der Beständigkeit, mit der nach ihrer zukünftigen Erfüllung gesucht werden soll, hatte auch eine antichristliche Bedeutung. Aber genau dieser Punkt, das messianische Dogma, war für die Juden bald zu einer Quelle der Besorgnis geworden, die gezwungen war, die Verfechter der Kirche in öffentlichen Auseinandersetzungen zu treffen. Unter den Sprechern der Kirche befanden sich einige Konvertiten aus dem Judentum. Diese drängten nicht lange, dieses messianische Dogma von Maimonides so weit wie möglich zu drängen, um die Verteidiger des Judentums in Verlegenheit zu bringen. Vor der Zeit Maimonides scheint die Frage nach der Körperlichkeit des Messias nicht zu den Problemen zu gehören, die in der Polemik zwischen der Kirche und der jüdischen Gemeinde diskutiert wurden. Aber ein halbes Jahrhundert nach ihm, als seine messianische Lehre als einer der wesentlichen Glaubensartikel akzeptiert worden war, wurde dieser Punkt in den Vordergrund der Diskussionen gerückt.
Nachdem Albo an einer dieser öffentlichen Auseinandersetzungen teilgenommen hatte, musste er sich der Verlegenheit bewusst geworden sein, die die Position der Maimoniden den Verteidigern des Judentums nur bereiten konnte. In seinem Plan wird daher der Messias als integraler Bestandteil des jüdischen Glaubens eliminiert. An seiner Stelle betont er die Lehre von der göttlichen Gerechtigkeit.
Der Titel seines Buches gibt zu Beginn seine Methode an. Grundlegend für seine Untersuchung ist die Erkenntnis, dass „menschliches Glück durch Wissen und Verhalten bedingt ist“. Aber „der menschliche Intellekt kann nicht zu vollkommenem Wissen und ethischem Verhalten gelangen, da seine Macht in der Betrachtung der Dinge, deren Wahrheit er finden würde, begrenzt und bald erschöpft ist; daher muss es notwendigerweise etwas über dem menschlichen Intellekt geben, durch das Wissen und Verhalten können zu einem Grad an Exzellenz gelangen, der keinen Zweifel zulässt. “
Die Unzulänglichkeit des menschlichen Intellekts postuliert die Notwendigkeit göttlicher Führung; und so ist es die Pflicht eines jeden Menschen, das von Gott gegebene Gesetz zu kennen. Aber zu wissen, dass es nur möglich ist, wenn man die wahren Prinzipien festgelegt hat, ohne die es kein göttliches Gesetz geben kann. Angesichts der Tatsache, dass es bei diesem wichtigen Thema so viele Unterschiede, Verwirrung und Oberflächlichkeit gibt, beschließt Albo, eine Struktur für die wahre Religion zu errichten.

### Religiöse Flexibilität
Albo findet Gelegenheit, die Meinungen seiner Vorgänger zu kritisieren, bemüht sich jedoch, die Häresiejagd zu vermeiden. Dementsprechend bemüht er sich, die Grenzen festzulegen, zwischen denen jüdische Skepsis ausgeübt werden kann, ohne dass die Gefahr eines Verfalls der Orthodoxie besteht. Sein Kanon zur Unterscheidung von Heterodoxy und Orthodoxie ist die Anerkennung der Wahrheit der Tora.
Ein bemerkenswerter Interpretationsspielraum ist zulässig. Albo lehnt die Annahme ab, dass Schöpfung ex nihilo ist eine wesentliche Implikation des Glaubens an Gott. Albo kritisiert frei Maimonides ‚dreizehn Glaubensprinzipien und Crescas‘ sechs Prinzipien. Albo erklärt, dass weder Maimonides noch Crescas sein eigenes grundlegendes Kriterium im Auge behalten; nämlich die absolute Unentbehrlichkeit eines Prinzips, ohne das der Stamm des Baumes nicht existieren könnte; und in dieser Hinsicht lehnt er Teile ihrer Glaubensbekenntnisse ab.

## Andere Inhalte
Das Buch enthält vier Abschnitte. Der erste Abschnitt erklärt seine Herangehensweise an die Prinzipien des Glaubens. Die Abschnitte 2, 3 und 4 sind jeweils nach einem seiner drei Grundprinzipien geordnet. Zusätzlich zu den Diskussionen über Glaubensprinzipien enthält das Buch jedoch viele andere Themen und Sprüche.
Laut Albo gibt es drei Arten von Gesetzen: Naturrecht, konventionelles Recht und göttliches Recht. Das Naturgesetz ist für alle Personen, Zeiten und Orte gleich. das konventionelle Recht wird von einem weisen Richter in Übereinstimmung mit der Vernunft angeordnet; Das göttliche Gesetz wird von Gott durch einen Propheten gegeben.
Albos Einstellung zum Fleischessen wird oft zitiert:
Als die Tora Israel gegeben wurde … verbot Gott einige Tiere, die geistige Grobheit und Schmutz verursachen [in those who eat them]. Und die Tiere, die erlaubt waren, durften nur der bösen Neigung entgegenwirken. Fleisch zu essen war nur aus Notwendigkeit erlaubt … Es ist wie Wein; Obwohl die Bibel gutes Essen ist und dem Menschen erlaubt ist, nennt die Bibel den Naziriten, der es vermeidet, „heilig“.

## Veröffentlichung und Rezeption
Albo vervollständigte die Ikkarim im Jahre 1425 in Soria.
Das Ikkarim wurde nicht in seiner Gesamtheit auf einmal komponiert. Der erste Teil wurde als eigenständiges Werk veröffentlicht. Es entwickelt den Kern von Albos Gedanken; und erst als seine Veröffentlichung eine Flut von Kritik auf ihn brachte, fühlte er sich gezwungen, sie zu ergänzen.
In seinem Vorwort zum zweiten Teil hält Albo eine Predigt zum Thema seiner Kritiker: „Wer ein Buch kritisieren würde, sollte vor allem die Methode seines Autors kennen und alle Passagen zu einem bestimmten Thema als a beurteilen ganze.“ Er kritisiert, was er als das nachlässige Verfahren derjenigen ansah, die über einen Autor urteilten, ohne sich an dieses grundlegende Erfordernis einer fundierten Kritik zu erinnern.
Albos Gegner gingen nicht vorsichtig mit ihm um. Er wurde unter anderem des Plagiats beschuldigt. Es wurde behauptet, dass er sich die Gedanken seines Lehrers Hasdai Crescas aneignete, ohne ihm die gebührende Anerkennung zu geben. Die Prüfung der Beweismittel begründet die Anklage jedoch nicht. Da Crescas Albos Lehrer war, sind die Ähnlichkeiten nur so, wie es in den Schriften von Lehrer und Schüler vernünftigerweise zu erwarten ist.
Die erste Ausgabe der Ikkarim erschien 1485 in Soncino; es wurde mit einem Kommentar unter dem Titel veröffentlicht Ohel Ya’akov, von Jacob ben Samuel Koppelman ben Bunem aus Brzesc (Kuyavia), Freiburg, 1584, und mit einem größeren Kommentar von Gedeliah ben Solomon Lipschitz, Venedig, 1618.
Die Passagen mit Kritik am christlichen Glauben (3: 25-26) wurden von der Zensur aus späteren Ausgaben gestrichen, während Gilbert Genebrard eine Widerlegung dieser Passagen mit wertvollen Notizen schrieb. Diese Widerlegung wurde mit seinen eigenen Bemerkungen vom getauften Juden Claudius Mai, Paris, 1566 veröffentlicht.

## Übersetzungen
Das Ikkarim wurde von W. Schlesinger, Rabbiner von Sulzbach, ins Deutsche übersetzt, und sein Bruder L. Schlesinger schrieb 1844 eine Einführung in Frankfurt am Main.